# 钟多街道
钟多街道是中华人民共和国重庆市酉阳土家族苗族自治县下辖的一个街道办事处。

## 行政区划
钟多街道下辖以下村级行政区划单位：
玉柱社区、城东社区、城南社区、钟坨村、梁家堡村、洞底村和青山村。